# Hank Williams III
Shelton Hank (Shelton) Williams, artiestennaam Hank Williams III (Nashville, 12 december 1972), is een Amerikaans singer-songwriter. Hij begon zijn muzikale loopbaan in de punkrock en heavy metal en speelt sinds 1996 vooral in alternatieve countrystijlen, zoals countryrock, neotraditional country en outlaw-country. Sinds 2011 brengt hij albums in al deze muziekstijlen uit.
Hij stamt uit een muzikale familie met Hank Williams jr. en sr. in zijn directe familielijn. Met een andere muziekstijl heeft de omstreden Williamstelg de overeenkomst met zijn vader een ruigere countrystijl te spelen en geregeld teksten te schrijven met een autobiografisch gehalte.

## Biografie
Williams stamt uit een familielijn van wereldberoemde zangers. Hij is de eerste zoon van Hank Williams jr. en van diens tweede vrouw Gwen Yeargain. Daarmee is hij ook een kleinzoon van Hank Williams sr. Hierna volgden ook zijn halfzussen Hilary en Holly hen in de muziek. In de muziekwereld zette hij zelf zijn eerste stappen toen hij twaalf was en op het podium stond met zijn vader. Terwijl hij op de highschool zat, wijzigde hij zijn muziekstijl in punkrock.
Hij trad op als gitarist en drummer in de lokale punkbands Buzzkill en Bedwetter en kende een nomadisch bestaan in het zuidoosten van de VS, met een overmaat aan drank en wiet. Dit ruige leven moest hij afbreken, toen een rechter hem verplichtte tot het betalen van kinderalimentatie.
Hij keerde terug naar Nashville en tekende in 1996 een contract voor zes albums bij een van de grootste labels van de stad, Curb. Met behulp van moderne technologieën bracht het label drie generaties zangers samen onder de naam Three Hanks: Men with broken hearts. De muziekstijl lag echter ver af van wat Williams wilde brengen en er ontstond vanaf het begin een turbulente verstandhouding tussen de driftige III en zijn muzieklabel. Het album The Complete Hank Williams werd niettemin bekroond met een Grammy Award in 1999 voor beste historische album; daarnaast werd ook de hoes bekroond met een Grammy.
In 1999 bracht Curb het eerste echte debuutalbum uit van Williams, Risin' outlaw genaamd, met een combinatie van rauwere countrynummers en een honky-tonk-stemgeluid van Williams. Naast een serie van optredens waarin hij zijn album ondersteunde, gaf hij in 2001 ook optredens in de Vans Warped Tour samen met punkers als Rancid. In 2002 kwam hij met het album Lovesick, broke & driftin'. Op de song Atlantic city na, die hij coverde van Bruce Springsteen, schreef hij alle nummers zelf. Verder deed hij ook de productie, opnames en het mixen zelf. Het album belandde op nummer 4 van de Top Heatseekers en op nummer 17 van de Top Country Albums.
De relatie met Curb verslechterde met de tijd en het werd hem onmogelijk gemaakt om een lp op te nemen met de titel This ain't country lp en liedjes met titels als Life of sin en Hellbilly. Williams werd echter ook ontzegd om op eigen titel verder te gaan. Als tegenreactie liet hij T-shirts drukken met de tekst F*** Curb die hij via zijn website verkocht. De geplande honky-tonk-elpees Thrown out of the bar en This ain't country verkocht hij via zijn website in met opzet kleine aantallen van circa honderd stuks. Ondertussen ging hij op tournee in het punkproject Superjoint Ritual van Phil Anselmo, de leadzanger van Pantera.

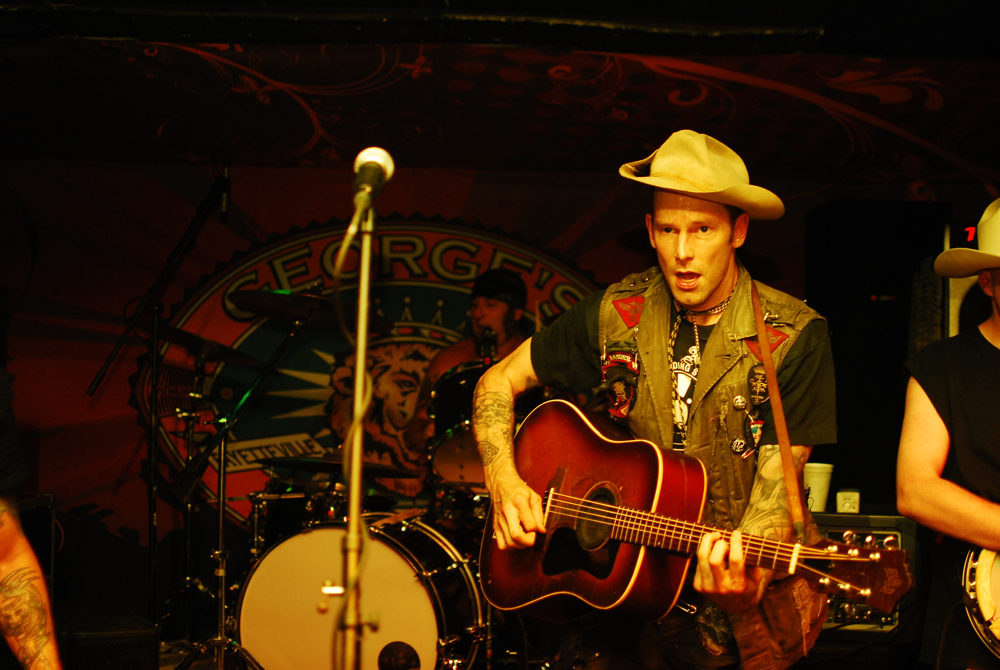
Williams in 2010

In 2006 kwamen Curb en hij tot een overeenkomst en bracht hij zijn album Straight to hell uit. Het label durfde het echter niet aan het album onder de eigen naam uit te brengen, maar vond de oplossing in het woord Burc, een omkering van 'Curb'. De dubbel-cd werd opgenomen in de stijlen neotraditional country en outlaw-country. In 2008 volgde de oulaw-cd Damn right, rebel proud en in 2010 The rebel within, beide nog steeds onder het contract van Curb. Tegen de zin van Hank III in, bracht het label in 2011 een herziene versie uit van This ain't country met daarbij niet eerder uitgebrachte opnames, die het label de titel Hillbilly joker meegaf.
Het contract met Curb was hiermee afgerond en in de herfst van 2011 kondigde Williams de start van zijn eigen label aan, Hank3 Records. Tegelijkertijd kwam hij met een drievoudige release van nieuw werk: de dubbel-cd A ghost to a ghost/Guttertown met rauwe countrysongs, de doommetal-set Attention deficit domination en de metalopnames van Cattle callin.
Ondanks dat de contractverplichtingen met Curb inmiddels waren verlopen, bracht dit label ook nog een nieuw album uit met oude opnames. Williams ondersteunde ook dit album nog met optredens. In oktober 2013 kwam hij niettemin met opnieuw nieuwe albums via zijn eigen label. In de lente van 2014 was het Curb opnieuw, die met een album van 27 minuten kwam met materiaal die eerder met Williams was opgenomen.
- Bibliothèque nationale de France: cb14067002b (data)
- Gemeinsame Normdatei: 133497070
- International Standard Name Identifier: 0000 0000 3753 4664
- Library of Congress Control Number: no00017285
- MusicBrainz: 1b764e7a-ded1-42bc-8c85-85703b6d72a5
- Virtual International Authority File: 14978067
- WorldCat: E39PBJwX4TwR978mGJDxgjDyVC